# Magadan
Magadan (oroszul: Магадан) város Oroszország ázsiai részén, a Távol-Keleten, nemzetközi kikötő. A Magadani terület közigazgatási, gazdasági, tudományos központja. 
Lakossága: 95 982 fő (a 2010. évi népszámláláskor).
A település nevének eredete vitatott; az egyik magyarázat szerint a forrás talán a tunguz mongodan szó, jelentése 'tengerhordalék'.

## Fekvése
Az Ohotszki-tenger északi partvidékén, a széles Tauj-öbölbe nyíló, de jóval kisebb Nagajev-öböl partján fekszik. A tenger felől és az északi szelektől egyaránt védett öbölben van a kikötő. A település a Sztarickij-félszigetet a szárazfölddel összekötő földnyelven, állandóan fagyott talajra épült. Egy kisebb folyó, a Magadanka szeli át, mely a félsziget túlsó oldalán, a Gertner-öbölbe torkollik. A szárazföldön sorakozó hegyek néhol 1500 m magasra emelkednek. 
Az Ohotszki-tengernek ezen a partvidékén az éghajlat zord. Nagyon hideg és csapadékos a tél, rövid és gyakran szintén csapadékos a nyár. Magadanban a januári középhőmérséklet –17,1 °C, a júliusi 11,2 °C. A júniusi „fehér éjszakák”-on, akárcsak Szentpéterváron, az égbolt világos marad. Télen a legrövidebb nappalok csak hat óráig tartanak.

## Történeti áttekintés
Az 1920-as évek közepén geológiai kutatások kimutatták, hogy a Kolima felső folyásának aranylelőhelyei gazdaságosan kitermelhetők. Kiindulási pontul a kikötőhelynek leginkább alkalmas Nagajev-öböl kínálkozott. Innen indulva kezdődött a lelőhelyekhez vezető utak és az ottani települések kiépítése.
1929-ben jelentek meg az első építők. Az 1931 végén alapított Dalsztroj nevű tröszt vezetői az öböltől 3 kilométerre jelölték ki az építkezések – lényegében a leendő város – központját. 1933-ban megkezdődött a kikötő és néhány téglaépület építése. Helyi munkaerő kevés volt, így már a kezdetekkor katonai egységeket és elítéltek csoportjait szállították hajón a helyszínre. 1937-ben a Dalsztroj trösztöt közvetlenül az NKVD (Belügyi Népbiztosság) fennhatósága alá helyezték, és ez a település életében is változást hozott. 
Az 1939-ben városi rangot kapott Magadan lett a Kolima vidékén létesített kényszermunka-táborok, az északkeleti Gulag-rendszer központja. Történészek becslései szerint az 1930-as és az 1950-es évek között a Kolima lágereiben összesen körülbelül nyolcszázezer, politikai vagy más okból elítélt (vagy el sem ítélt) fogoly dolgozott. Számukra Magadan volt az elosztóállomás, a lágervilághoz vezető út kapuja. A háború után kényszermunkások újabb tömegei érkeztek a Nagajev-öböl kikötőjébe, ezúttal főként német fogságba esett és a lágerekből kiszabadított szovjet katonák. Őket is a Kolima és az Ingyigirka völgyébe irányították, de Magadan számos épülete, utcája is az elítéltek munkájából született.
1953 decemberében a Távol-Keleten új közigazgatási egységet hoztak létre, ezzel a város hivatalosan is vezető szerephez jutott: az újonnan kialakított Magadani terület központja lett. Az 1960-as és az 1980-as évek között fokozatosan megújult, a régi városközpontot átépítették és több új lakónegyed (mikrorajon) is épült. Az 1990-es évek válsága idején Magdan – addig növekvő – lélekszáma drasztikusan csökkent.

## Gazdaság, közlekedés
A Magadani terület vezető iparága az aranytermelés, valamint más színesfémércek kitermelése is. A lelőhelyek messze vannak a területi székhelytől, de az ércbányászatnak a város fejlődésében alapvető szerepe van. Itt alakult ki az aranytermelő körzetek legnagyobb gépgyártó és gépjavító bázisa. 
Magadan iparában jelentős súllyal rendelkező ágazat a villamosenergia-termelés (hőerőmű) és -elosztás, a gépgyártás, a feldolgozóipar és a tengeri halászat. A Magadani Mechanikai Gyár több mint hetven éve készít ércmosó és ércdúsító berendezéseket, elsősorban a platina- és aranykitermelés céljaira. A repülőgépjavító gyárat 1933-ban alapították, akkor még a kizárólagosan használt hidroplánok céljára.

### Közlekedés

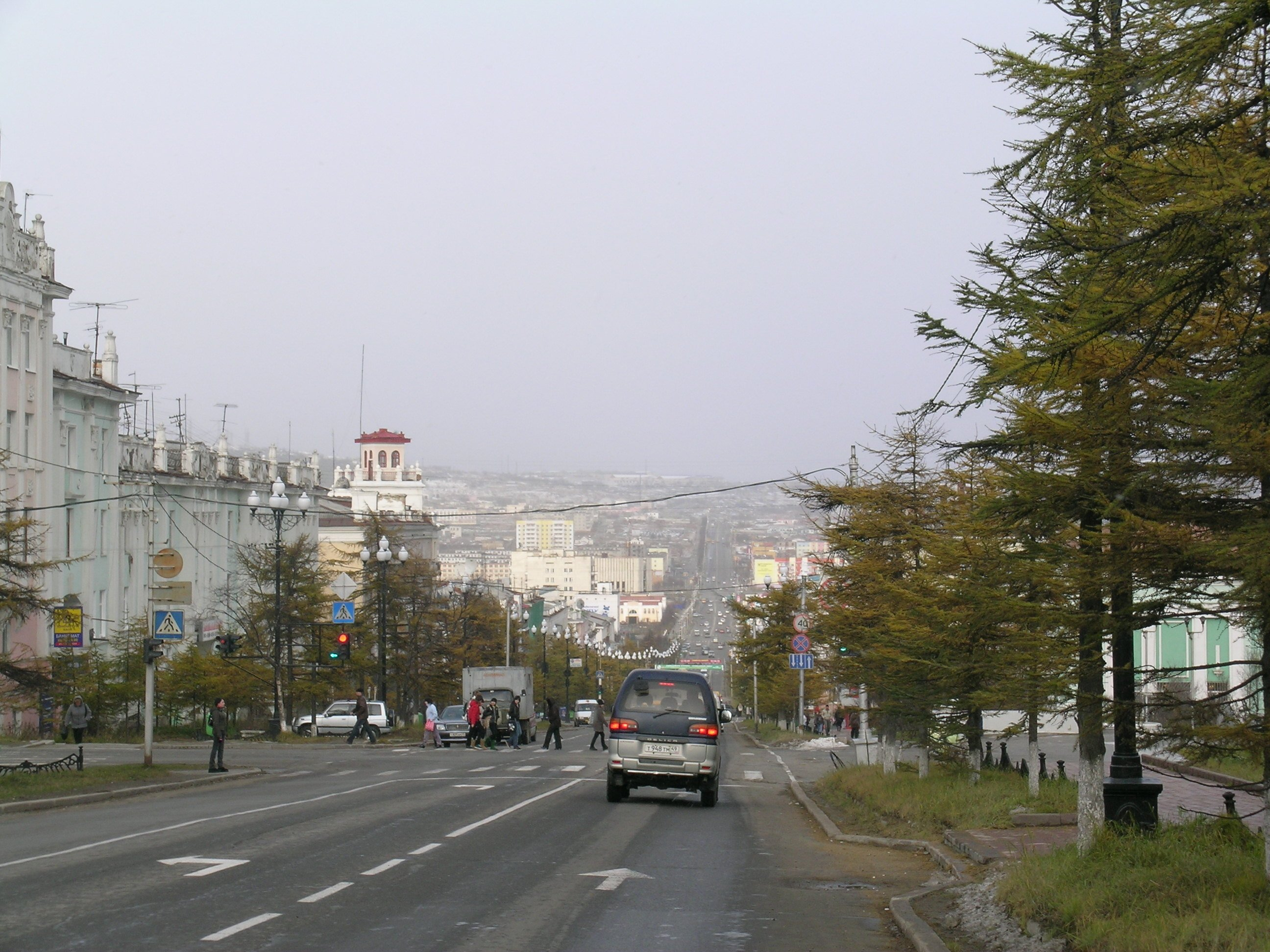
Magadan főútja, a Lenin sugárút (2008)

Oroszország északkeleti vidékének Magadan a legnagyobb kikötője. A nemzetközi kereskedelmi kikötő Vlagyivosztok, Nahodka, Vanyino, Szahalin és más belföldi városok kikötőivel bonyolít forgalmat, emellett tíz ország hajóit fogadja. Télen a hajóknak jégtörőkkel vágnak utat a befagyott öbölben. A kikötő teljes rekonstrukciója várhatóan 2015-re fejeződik be.
A nemzetközi rangú repülőtér a városközponttól 50 km-re (Szokol település), az országút mellett fekszik. Magadant rendszeres légijáratok kötik össze Moszkvával, Habarovszkkal, Novoszibirszkkel és Jakutföld egyes városaival. 
A Nagajev-öböltől kiinduló „Kolima” főút összeköttetést teremt a nagyobb aranytermelő körzetekkel az Ingyigirka folyó partján fekvő Uszty-Nyera településig (1100 kilométer). Az autóutat továbbépítették Jakutföld fővárosáig, a Léna parti Jakutszkig. Az egész évben teljes hosszában járható főutat hivatalosan 2008-ban adták át a forgalomnak.

## Tudomány, felsőoktatás
Magadannak több tudományos kutatóintézete van. Itt működik az Oroszországi Tudományos Akadémia távol-keleti részlegének Északkeleti Központja. 
1960-ban tanárképző főiskola létesült, melyet 1992-ben egyetemmé alakítottak. 1977-től a városban működött a Habarovszki Műszaki Egyetem kihelyezett tagozata is. A két intézmény összevonásával hozták létre 1998-ban az Északi Nemzetközi Egyetemet, melynek nevét 2007 júniusában Északkeleti Állami Egyetem-re változtatták. 2009-ben az egyetem hat karán 4057 hallgató tanult, közülük 1821 fő levelező tagozaton. Több más felsőfokú tanintézetnek is van kihelyezett tagozata a városban, így összesen közel 11 000 fő (a lakosság több mint 10%-a) vesz részt felsőfokú képzésben.

## A város vezetése
Magadan polgármestere Vlagyimir Petrovics Pecsenij. Először 2004-ben választották meg, majd 2008-ban újraválasztották öt év időtartamra.

## Híres emberek
- Itt született Pavel Vlagyimirovics Vinogradov (1953–) orosz mérnök, űrhajós.
- Itt született  Fokanov Anatolij bariton operaénekes.
- Itt született Sasha Luss modell, színésznő.

A sztálini önkény idején törvénytelenül elítéltek közül több-kevesebb ideig itt élt Jevgenyija Szolomonovna Ginzburg (1904–1977), néhány évig fiával, Vaszilij Pavlovics Akszjonovval (1932–2009), a későbbi neves íróval együtt.

## Látnivalók
- Szomorúság maszkja, a gulag áldozatainak emlékműve.

## Testvérvárosok
- Anchorage, USA (1991)
- Tonghua, Kína (1992)
- Jelgava, Lettország (2006)